# Antoine Deltour

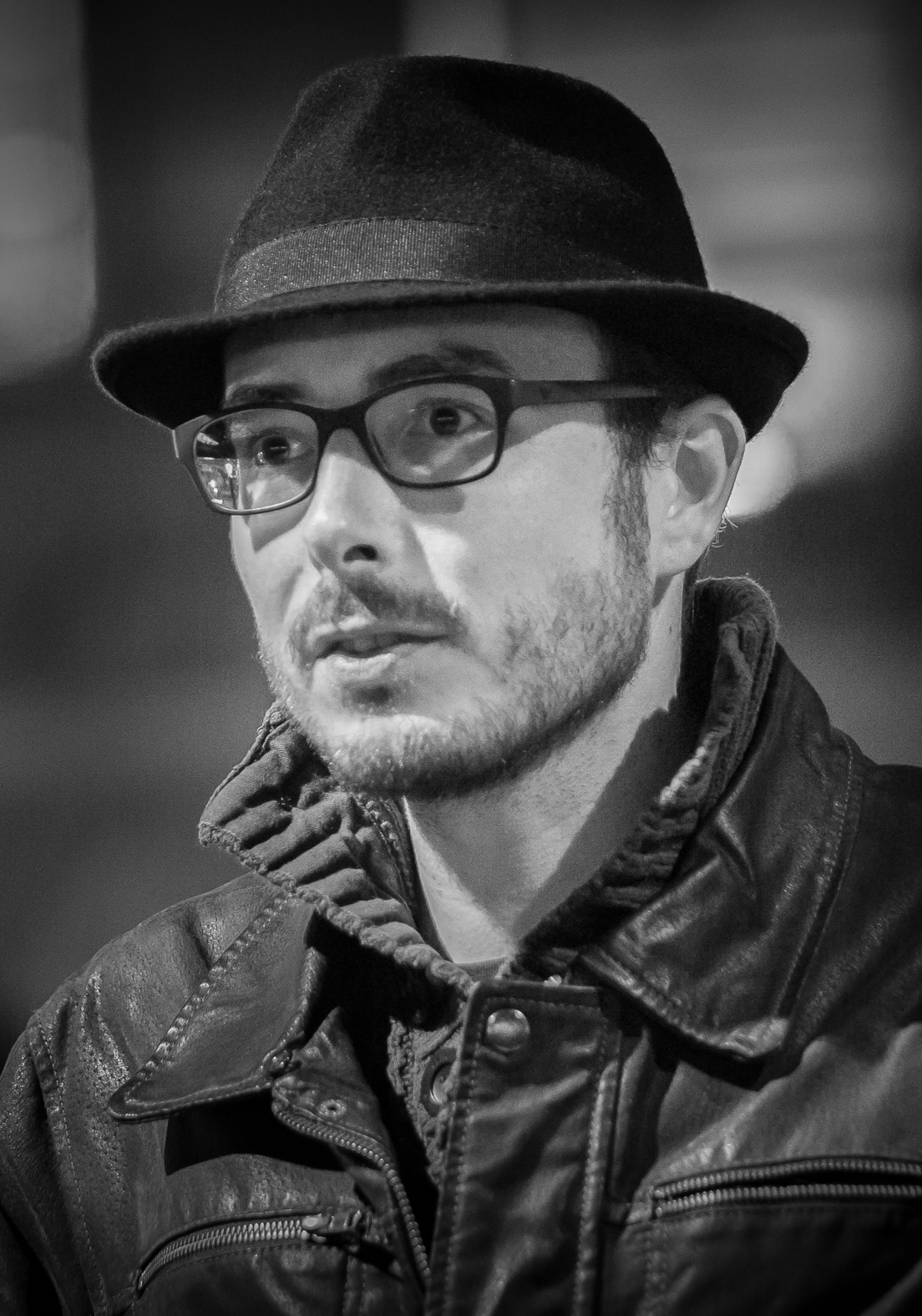
Deltour in 2015

Antoine Deltour (Épinal, 1985) is een Franse auditor en klokkenluider die naast Raphaël Halet de voornaamste bron was voor het financiële schandaal LuxLeaks.

## Loopbaan
Na studies aan een handelsschool in Bordeaux begon Deltour in 2008 te werken voor PricewaterhouseCoopers (PwC) in Luxemburg. Hij werd er senior auditor en nam in oktober 2010 ontslag. Het volgende jaar slaagde hij voor het Franse ambtenarenexamen, waarna hij vanaf april 2012 in dienst kwam van het bureau voor economische statistiek INSEE.

## LuxLeaks
Op het ogenblik van zijn ontslag bij PwC nam Deltour kopieën mee van vertrouwelijke fiscale documenten. Hij overhandigde ze aan een journalist van Cash Investigation, die ze gebruikte voor een televisie-uitzending op France 2 in mei 2012. Vervolgens kreeg het International Consortium of Investigative Journalists toegang tot de documenten. Ze werden geanalyseerd en in november 2014 integraal gepubliceerd, wat het internationale schandaal LuxLeaks deed losbarsten.
Na de uitzending op televisie diende PwC een klacht in tegen Deltour bij het Luxemburgse gerecht. Dat stelde hem op 12 december 2014, de maand na de internationale publicatie, in beschuldiging voor onder meer diefstal, schending van het beroeps- en bedrijfsgeheim, en witwassen. Deltour werd in eerste aanleg veroordeeld tot twaalf maanden gevangenisstraf met uitstel en een forse boete. In beroep bleef de veroordeling overeind, zij het met lichtere straffen. Het Luxemburgse Hof van Cassatie verbrak dat arrest op 11 januari 2018 en oordeelde dat het statuut van klokkenluider Deltour in principe dekte voor alle inbreuken.

## Onderscheiding
Het Europees Parlement kende Deltour in 2015 de Prijs van de Europese Burger toe.